# Bürentsogt
Bürentsogt (mongolisch Бүрэнцогт) ist eine Siedlung in der Mongolei, ein am gleichen Ort befindliches ehemaliges Bergwerk und Lagerstätte bzw. Vorkommen von Wolframerzen.

## Die Ortschaft
Bürentsogt ist eine Siedlung im östlichen Steppengebiet der Mongolei. Geographisch gehört die Landschaft um Bürentsogt zu den „wellig-hügeligen Mittelchalcha-Ebenen“ nach MURZAJEW. Die Ortschaft gehört verwaltungsrechtlich zur Provinz Süchbaatar-Aimag (mongolisch: Сүхбаатар Аймаг). Die Ortslage ist 400 km Luftlinie in ostsüdöstlicher Richtung von der Hauptstadt des Landes, Ulaanbaatar (mongolisch: Улаанбаатар) entfernt. Die baumlose Steppenlandschaft um Bürentsogt ist morphologisch wenig gegliedert. Die ehemals bedeutsame, heute verfallene Bergbausiedlung Bürentsogt ist in einer flachen Talmulde auf etwa 1200 m gelegen.

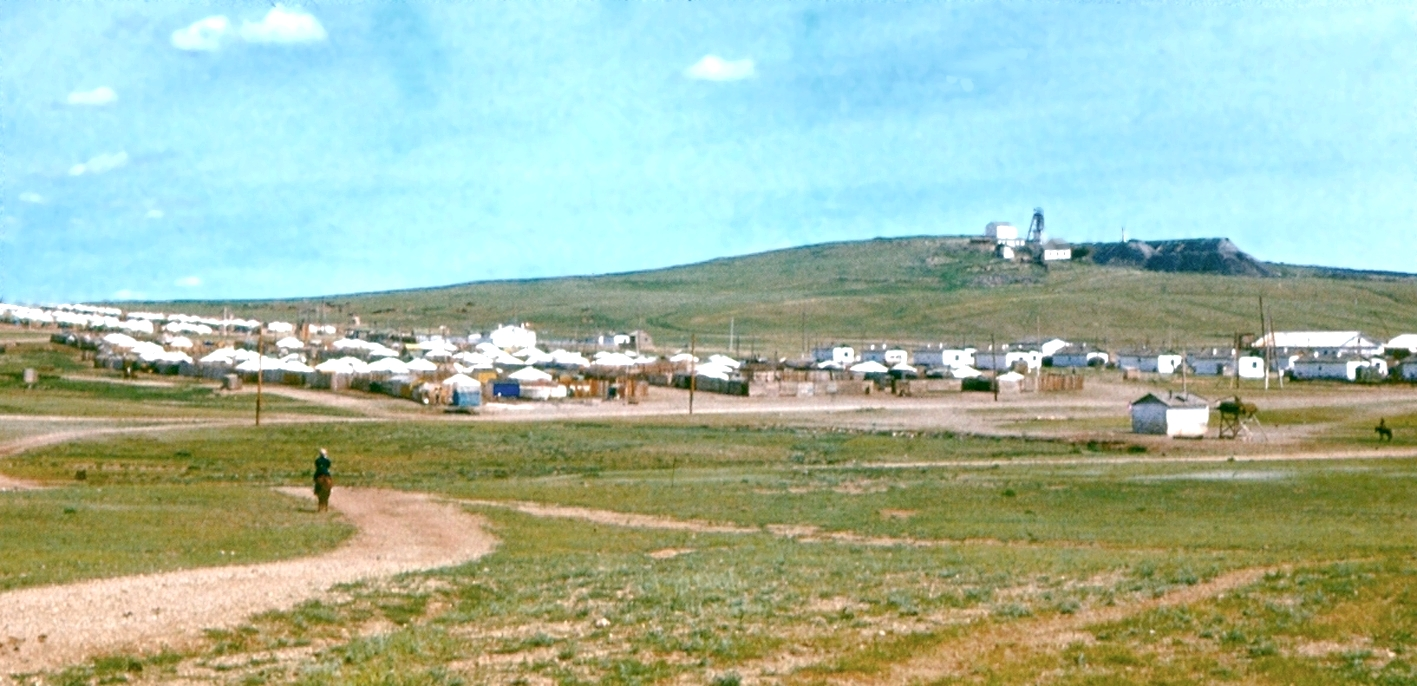
Der Ort Bürentsogt 1977

Der Ort Bürentsogt hatte in der Mongolischen Volksrepublik (MVR) bis Ende der 1970er Jahre Bedeutung als Standort eines Bergwerks nebst Aufbereitungsfabrik (Bürentsogt/Wolframitbergwerk). Der Ort war gleichzeitig mit dem Beginn des Bergbaubetriebes 1948 entstanden. Die Infrastruktur der Siedlung war bis Mitte der 1970er Jahre verhältnismäßig gut entwickelt worden. Vorhanden waren: Zentrale Diesel-Elektro-Station, Anschluss an das landesweite Telefonnetz, Poststation, Wasserversorgung aus Tiefbrunnen mittels LKW-Wasserwagen. Die Siedlung im Tal von Bürentsogt bestand außer den Tagesanlagen des Bergwerks und den Industriebauten der Aufbereitungsfabrik aus 80 bis 90 festen, einstöckigen Häusern (Verwaltungsgebäude, Wohnhäuser, Funktionsbauten) unterschiedlicher Größe. Insbesondere sind zu nennen: Krankenhaus, Schule, Sportplatz, Kindergarten, Kinderkrippe, Verwaltungsgebäude des Grubenbetriebes, Werkstätten und Materiallager, Postgebäude, Tankstelle, Bankfiliale, Bäckerei, Gaststätte mit Hotel, Kulturhaus mit einem Kinosaal, verschiedene Läden, sowohl für Nahrungsmittel wie Brot und Konserven des täglichen Bedarfs als auch für technische Haushaltsgeräte. Außer dem Bergbaubetrieb war in Bürentsogt ein weiteres Wirtschaftsunternehmen, ein sogenanntes Artel, (mongolisch/russisch: Артель) im Wesentlichen als textilverarbeitende Genossenschaft tätig. Nördlich an das Ortszentrum anschließend existierte eine Wohnsiedlung, bestehend aus etwa 200 stationären Jurten. 1975 hatte Bürentsogt 2100 Einwohner.

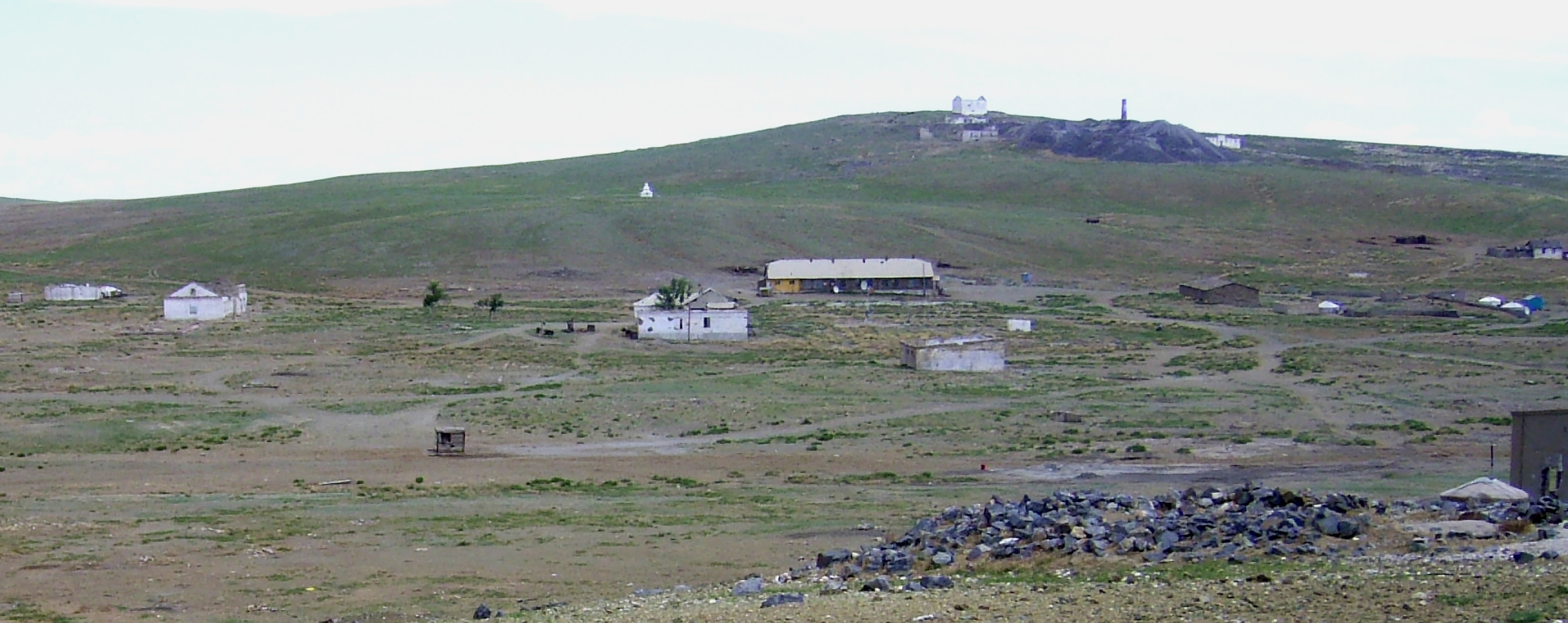
Der ehemalige Ort Bürentsogt, Sommer 2010

Mit der Schließung des Wolframitbergwerks nach 1978 verlor Bürentsogt seine Stellung als bedeutende Wohnsiedlung. Im Jahr 2010 stellte sich die Ortslage Bürentsogt durch nur wenige Jurten und die Ruinen der früheren kommunalen und industriellen Bebauung dar. Nur wenige Bauten sind erhalten und werden noch genutzt. Ruinen und Restbebauung der zentralen Ortslage Bürentsogt sind im eingefügten Satellitenfoto erkennbar.

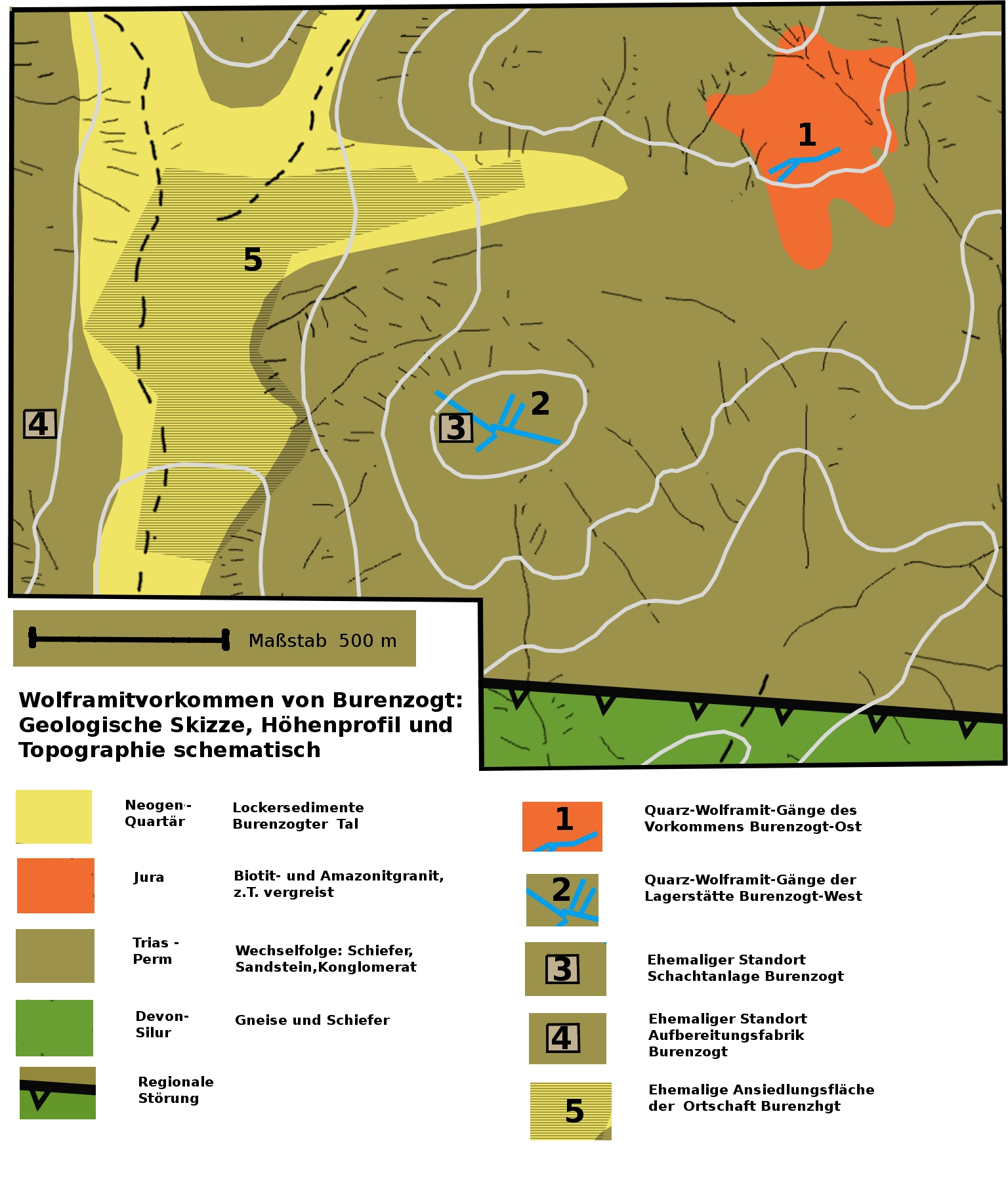
Wolframitvorkommen Bürentsogt / Schematische geologische und topographische Darstellung

## Wolframitvorkommen und Wolframlagerstätte
Die Wolframitvorkommen von Bürentsogt wurden 1944 bei hydrogeologischen Arbeiten durch den sowjetischen Geologen Stefanenko entdeckt. Sie untergliedern sich in das Vorkommen Bürentsogt-Ost und die von diesem etwa einen Kilometer entfernt gelegene Lagerstätte Bürentsogt-West. Beide Vorkommen sind Quarz-Wolframit-Gänge, beide wurden geologisch erkundet, aber nur auf Bürentsogt-West wurde der Gewinnungsbergbau betrieben. Aus der beigefügten Kartenskizze erschließt sich die geologische Übersicht, der Wolframitvorkommen und deren Umfeld.

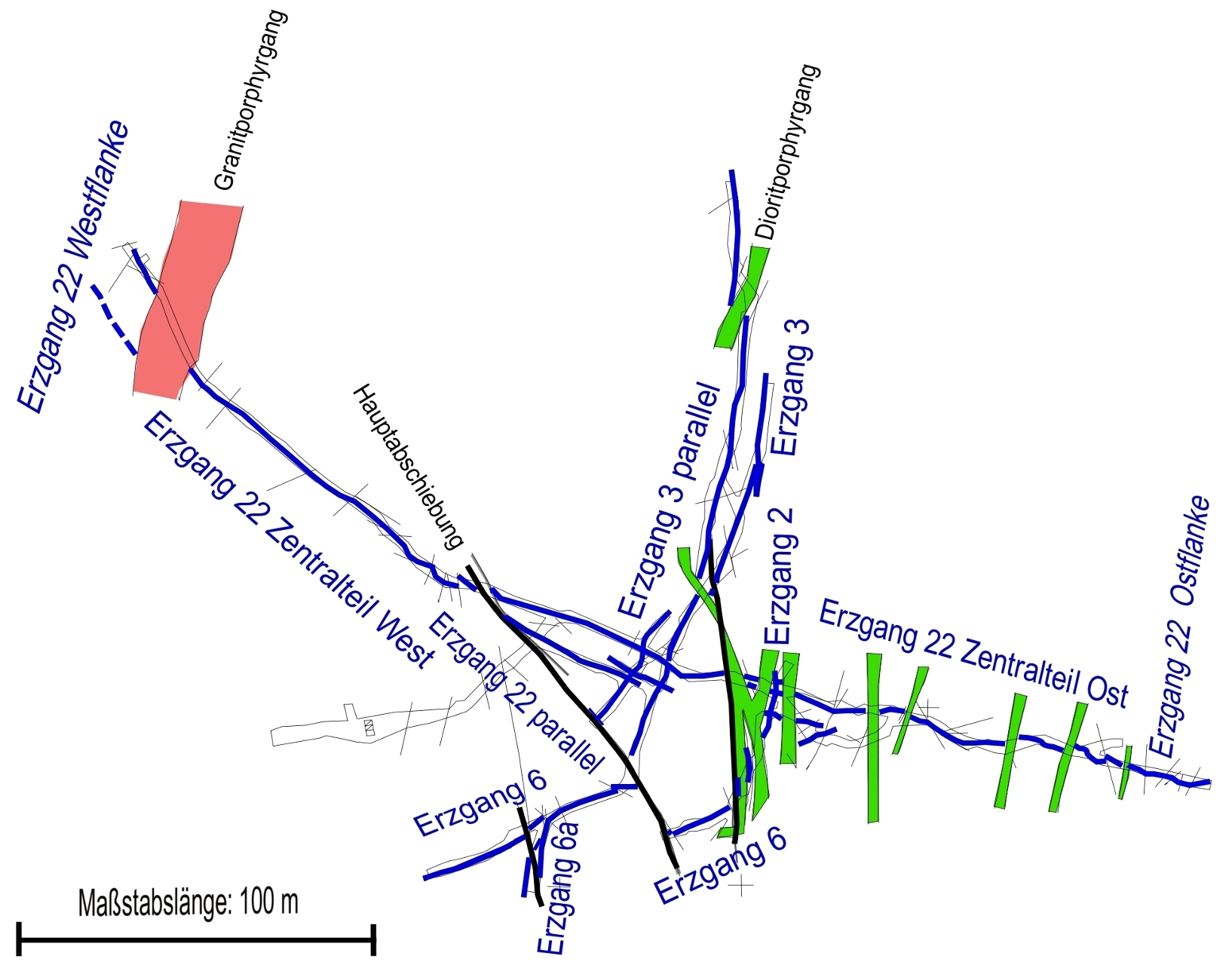
Struktur-Schema des Bergwerks von Bürentsogt

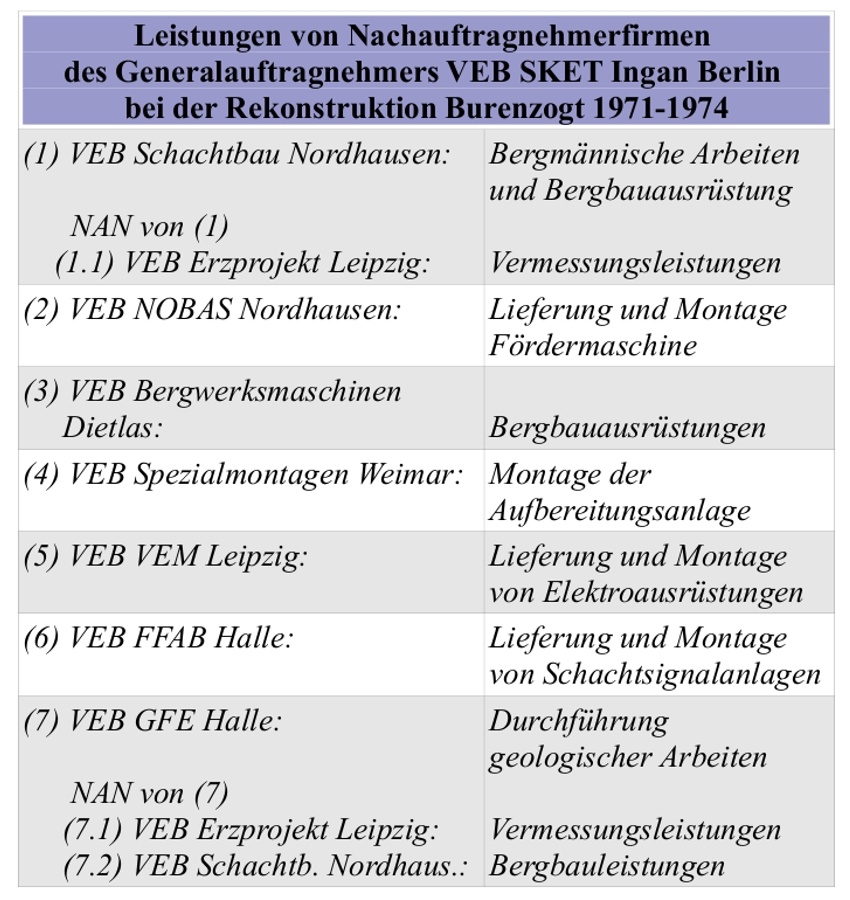
Rekonstruktion von Bürentsogt 1971 bis 1974

Die Quarz-Wolframitgänge von Bürentsogt-Ost setzen in einem jurazeitlichen Granitstock des Typs der „Selten-Metall-Granite der Ostmongolei“ (nach KOVALENKO, 1971) auf. Demgegenüber haben die Quarz-Wolframitgänge der Lagerstätte Bürentsogt-West als Nebengestein perm- bis triaszeitliche kontaktmetamorphe Schiefer- und Sandsteinfolgen. Etwa 600 m unter Rasensohle wurde auch im Bereich der Lagerstätte Bürentsogt-West ein teilweise vergreister Biotitgranit, ein Äquivalent zum Granit von Bürentsogt-Ost, durch Tiefbohrungen nachgewiesen.
Die Strukturen der Lagerstätte Bürentsogt-West und deren geochemische Besonderheiten wurden durch zahlreiche Erkundungsarbeiten von 1944 bis 1977 durch sowjetische und mongolische Geologen und seit 1973 auch durch Geologen aus der DDR detailliert untersucht. Für den Abbau durch den Bergbaubetrieb wurden Erzvorräte bis zur 360-m-Sohle berechnet.
Nach IVANOVA, 1976 gehört Bürentsogt-West zum sulfidreichen, molybdänithaltigen Quarzgangtyp der Wolframitvererzungen der Ostmongolei. Eine Zusammenstellung der Bürentsogter Erz- und Gangarten findet sich links in nebenstehender Tabelle.

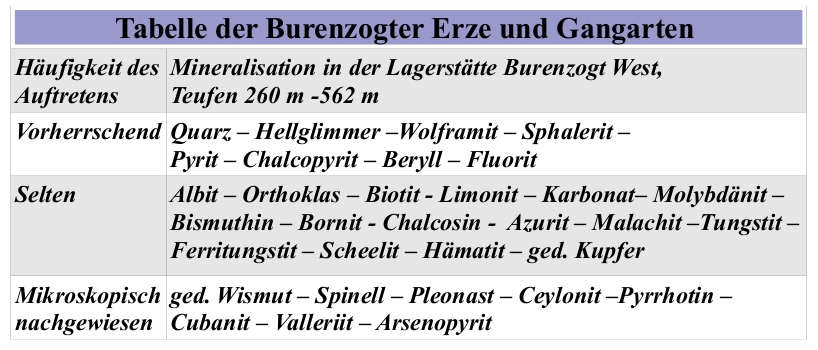

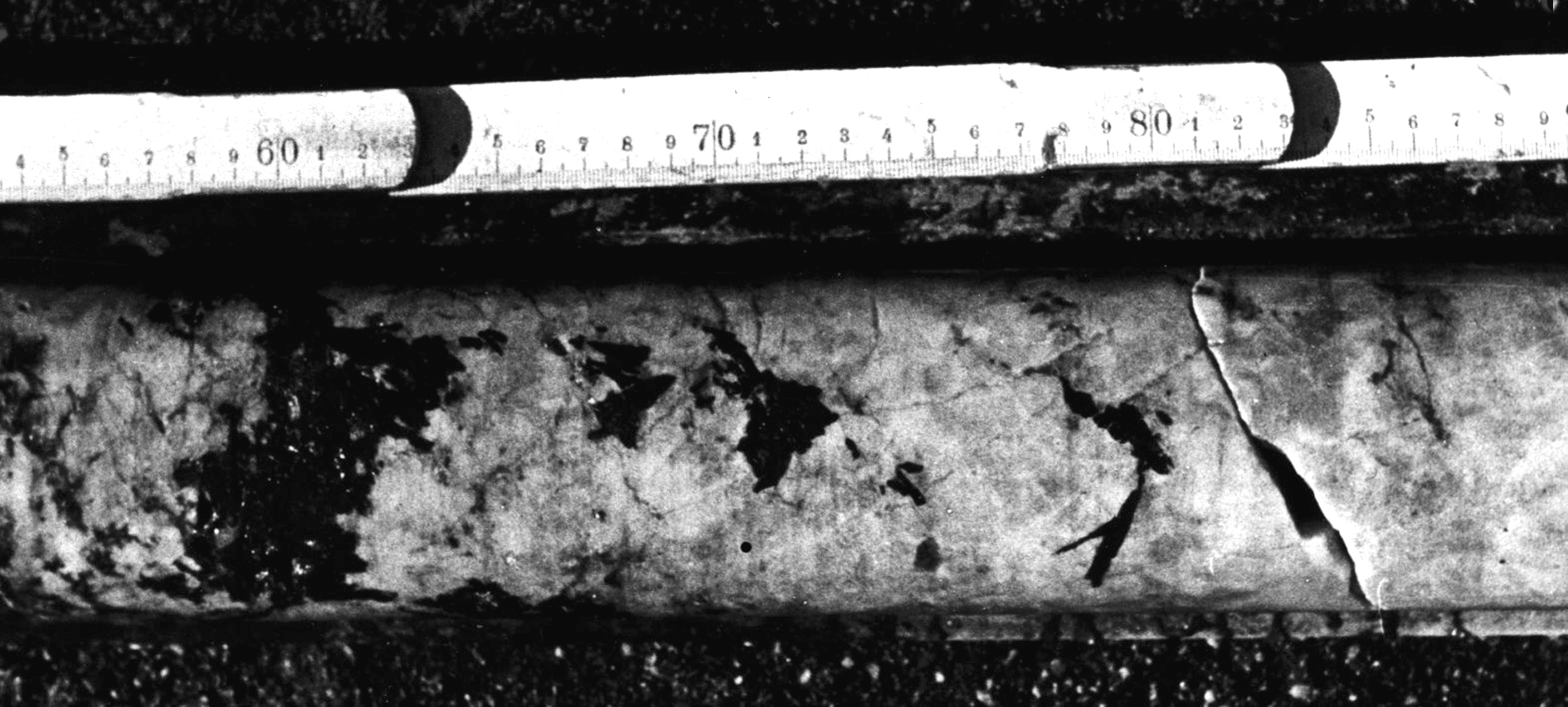
Wolframitreicherz, Untertageschrägbohrung 1/74, Gang 3p, 460 m unter Rasensohle

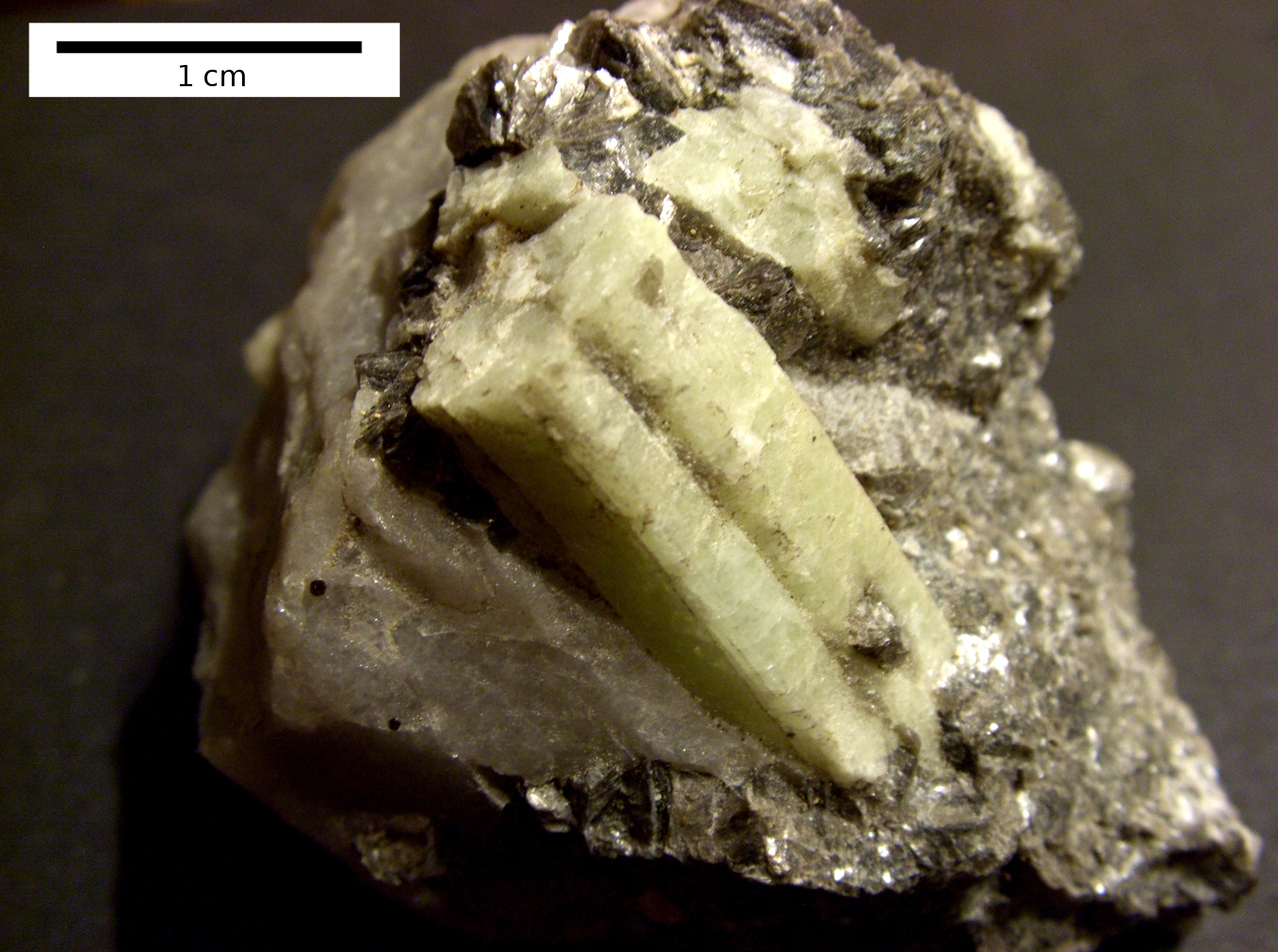
Wolframitbergwerk Bürentsogt, 310-m-Sohle, Gang 22: Beryll und Muskovit auf Quarz

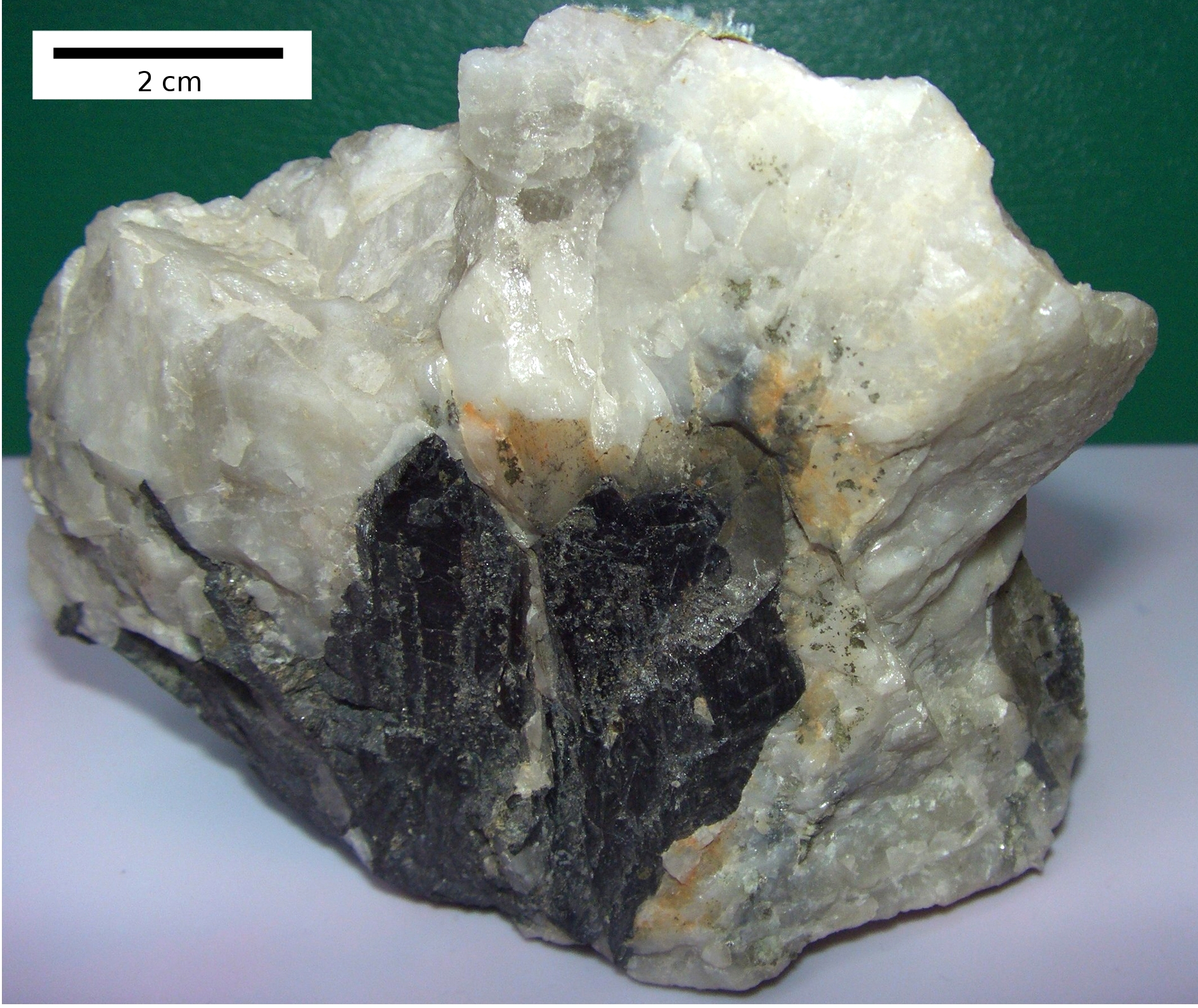
Wolframitbergwerk Bürentsogt, 310-m-Sohle, Gang 22 Ost: Wolframitkristalle in Quarz, Salband

In den ausnahmslos steil stehenden Gängen der Lagerstätte waren die Begleitminerale der Wolframitmineralisation vor allem weißer, derber Quarz. Für die Erzgänge in Bürentsogt typisch war das Vorkommen von stängelig-derbem, hellgrün-gelbem Beryll (siehe Foto), nicht selten in dezimetergroßen Mineral-Aggregaten ausgebildet. Die eigentliche, sehr absätzige Wolframvererzung bestand aus schwarzen, derben Wolframitnestern (siehe Foto). Sonstige Wolframminerale, wie beispielsweise Scheelit, hatten keinerlei wirtschaftliche Bedeutung. Der mittlere WO3-Gehalt der Haupterzgänge lag bei 1 bis 2 %, wobei deren Mächtigkeit etwa den Meterbereich erreichen konnte.
Die Lagerstätte von Bürentsogt-West bestand aus einem System mehrerer, oft kulissenartig angeordneter und sich kreuzender Quarz-Wolframit-Gänge von bis zu 350 m Länge und mehr als 500 m Teufenerstreckung. Die nebenstehende Kartenskizze vermittelt am Beispiel der Firstkartierung der 260-m-Sohle die Lagerstättenstruktur.
Bis zur tiefsten Sohle des Bergwerks, der 360-m-Sohle, wurden die Wolframitvorräte der Lagerstätte abgebaut. Unterhalb der 360-m-Sohle waren keine solch ergiebigen Erzvorräte mehr berechnet worden, dass eine wirtschaftliche Gewinnung, notwendigerweise verbunden mit einer weiteren Abteufung der Grube, möglich gewesen wäre. Vereinzelte Reicherzproben (siehe Foto) waren bei Bohrarbeiten aber auch noch in Teufen mehr als 100 m unterhalb der 360-m-Sohle nachweisbar.

## Wolframitbergwerk
Bürentsogt war eine Tiefbauschachtanlage nebst der dazugehörigen Aufbereitungsfabrik – gelegen unmittelbar bei der gleichnamigen Siedlung (Bürentsogt/Ortschaft) – in welcher die Erze der Wolframitlagerstätte Bürentsogt-West von 1948 bis mindestens 1978 bis in eine Teufe von 360 m unter Rasensohle abgebaut und verarbeitet wurden. Die Grube war damals eines der tiefsten Erzbergwerke der Mongolischen Volksrepublik. Für den Zeitraum von 1948 bis 1976, also fast für die gesamte Betriebszeit des Bergwerks, wurden folgende wesentliche Produktionsziffern genannt: Gesamtmenge an Fördererz – 400.969 t und daraus Herstellung von 5.691 t Wolframiterzkonzentrat (60 % WO3-Gehalt) sowie 856 t Wolframiterzkonzentrat (20 % WO3-Gehalt).
Das Fördererz wurde im Firstenbau, speziell dem Firstenstoßbau mit Magazinierung, gewonnen. Die Sohlenabstände der Förderstrecken betrugen bis zur 260-m-Sohle 40 m, dann bis zur 360-m-Sohle 50 m. Über einen Zentralschacht erfolgte der Erztransport nach übertage. Mittels einer Flotte von Lkw-Muldenkippern wurde das Fördererz vom Schacht zu der etwa 1 km entfernten Aufbereitungsfabrik gefahren. Nach Zerkleinerung des Roherzes und dem anschließenden Aufbereitungs- und Anreicherungsprozess entstand als Endprodukt der ersten Rohstoffverarbeitungsstufe ein Erzkonzentrat nach Industriestandard (GOST 2123-56 :>60 % WO3,<1,5 % Schwefel, < 0,15 % Kupfer), das Endprodukt des Bergbaubetriebes.

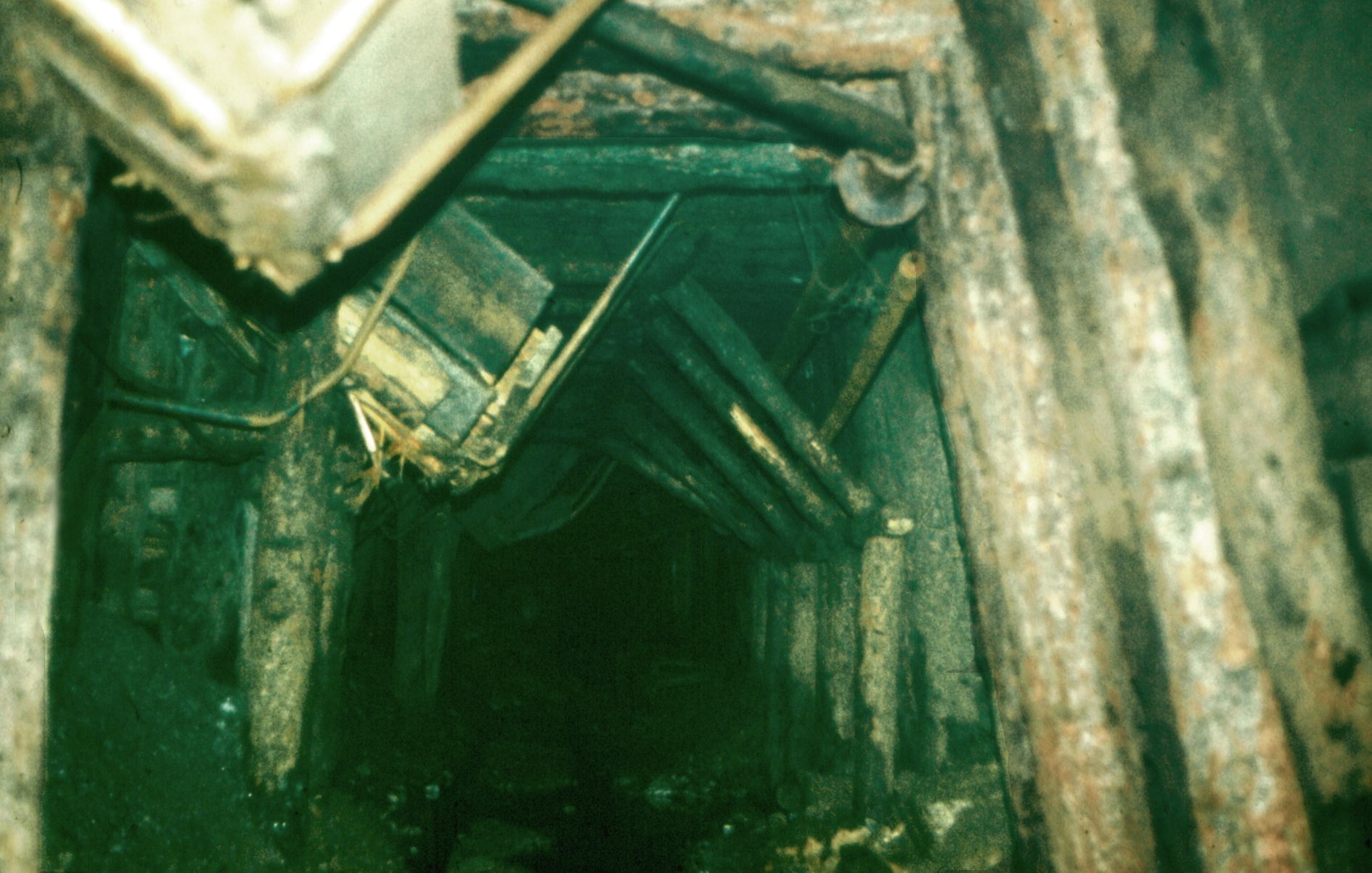
Wolframitbergwerk Bürentsogt, Förderstrecke unter Tage

Die Errichtung des Bergwerks und die Betriebsführung erfolgten anfangs mit Unterstützung aus der UdSSR, später wurde der Bergbau eigenständig durch den mongolischen Betrieb, der dem Ministerium für Energiewirtschaft und Geologie in Ulan Bator unterstellt war, fortgeführt. Ab November 1971, als im Bergwerk bereits bis zur damals untersten Sohle, der 260-m-Sohle, die Erzgewinnung fortgeschritten war, wurde eine Rekonstruktion der Schachtanlage und der Aufbereitungsfabrik in Angriff genommen, an der die DDR auf der Grundlage von Handels- und Wirtschaftsvereinbarungen im Rahmen der Zusammenarbeit der RGW-Staaten beteiligt war. Die Bürentsogt betreffende Vereinbarung war datiert vom 4. März 1971: „Abkommen zwischen der Regierung der DDR und der Regierung der MVR über die Zusammenarbeit auf dem Gebiete der Erhöhung der Produktion von Wolframitkonzentrat auf der Wolframitgrube Bürentsogt“.

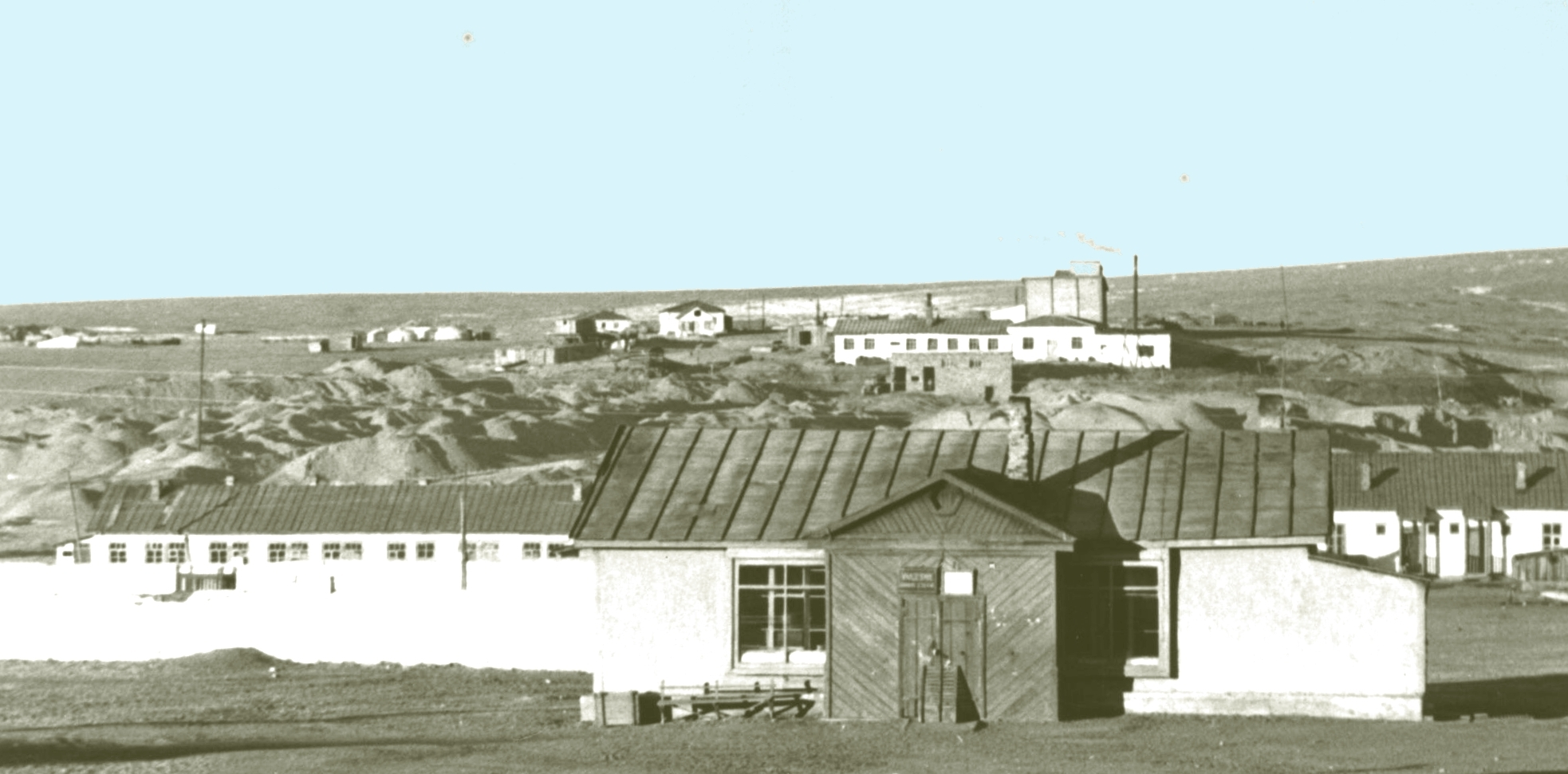
Blick über das Tal von Bürentsogt nach West zur Aufbereitungsfabrik, Herbst 1974

Das Rekonstruktionsprojekt hatte ein Leistungsvolumen von 13,1 Mio. Mark. Zwischen der MVR und der DDR war die Rückzahlung der von der DDR zu erbringenden Leistungen teilweise in Form der Lieferung von Wolframiterzkonzentrat vereinbart.
Das Rekonstruktionsprojekt, das durch technische Leistungen der DDR- und der MVR-Seite bis 1974 realisiert wurde, beinhaltete im Wesentlichen die Abteufung des Hauptschachtes des Bergwerks bis zu einer 360-m-Sohle einschließlich der Errichtung eines neuen Förderturms samt Fördermaschineninstallation, verschiedene sonstige abbauvorbereitende Streckenauffahrungen und bergtechnische Einrichtungen, wie beispielsweise Übertage-Erzbunker und andere. In der Aufbereitungsfabrik wurde der Maschinenpark grundhaft erneuert. Begleitet wurde die technische Erneuerung durch eine geologische Teufen- und Flankenerkundung der Lagerstätte, ebenfalls mit anteiligen Leistungen von DDR und MVR.

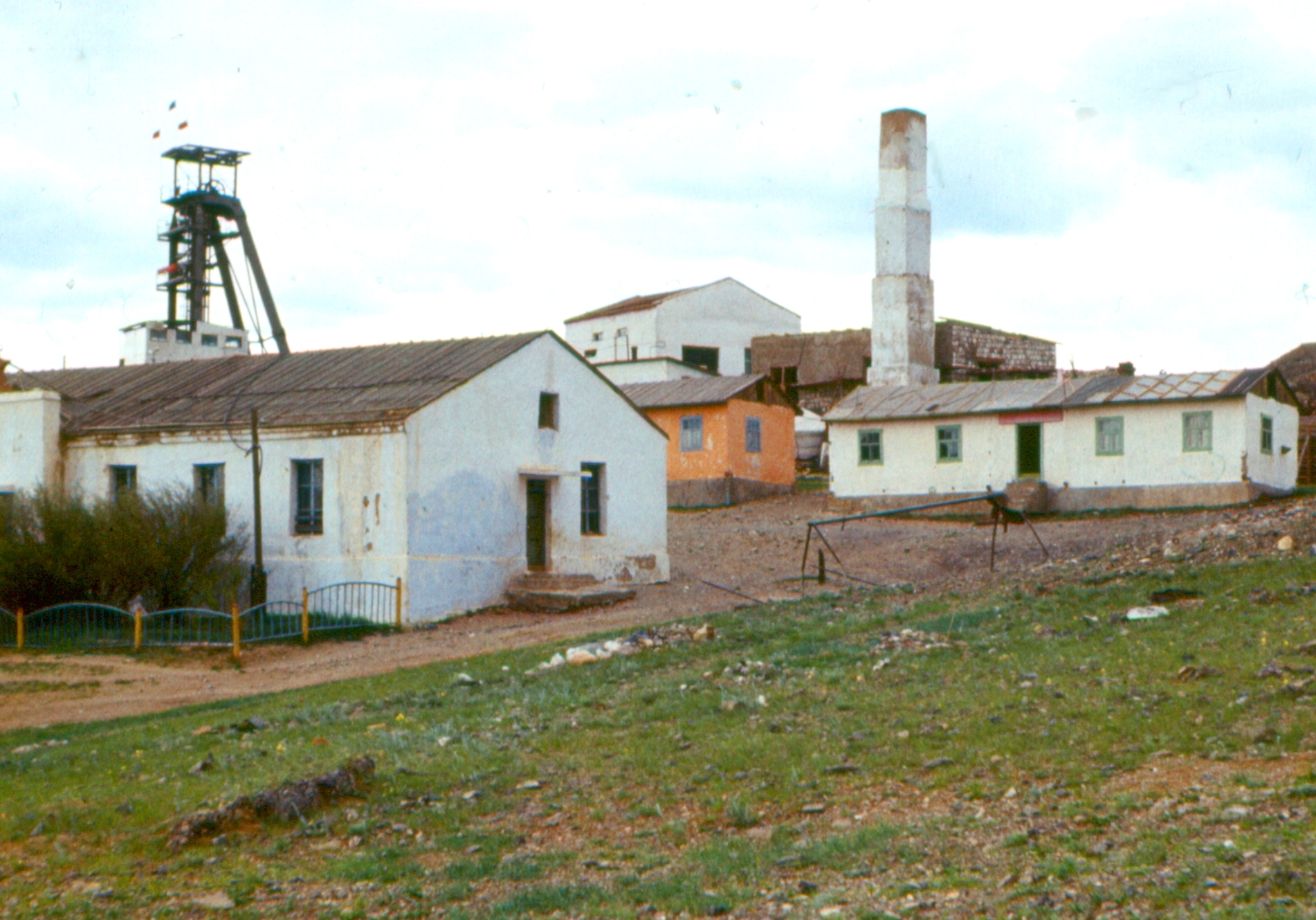
Tagesanlagen und Förderturm Bürentsogt, 1977

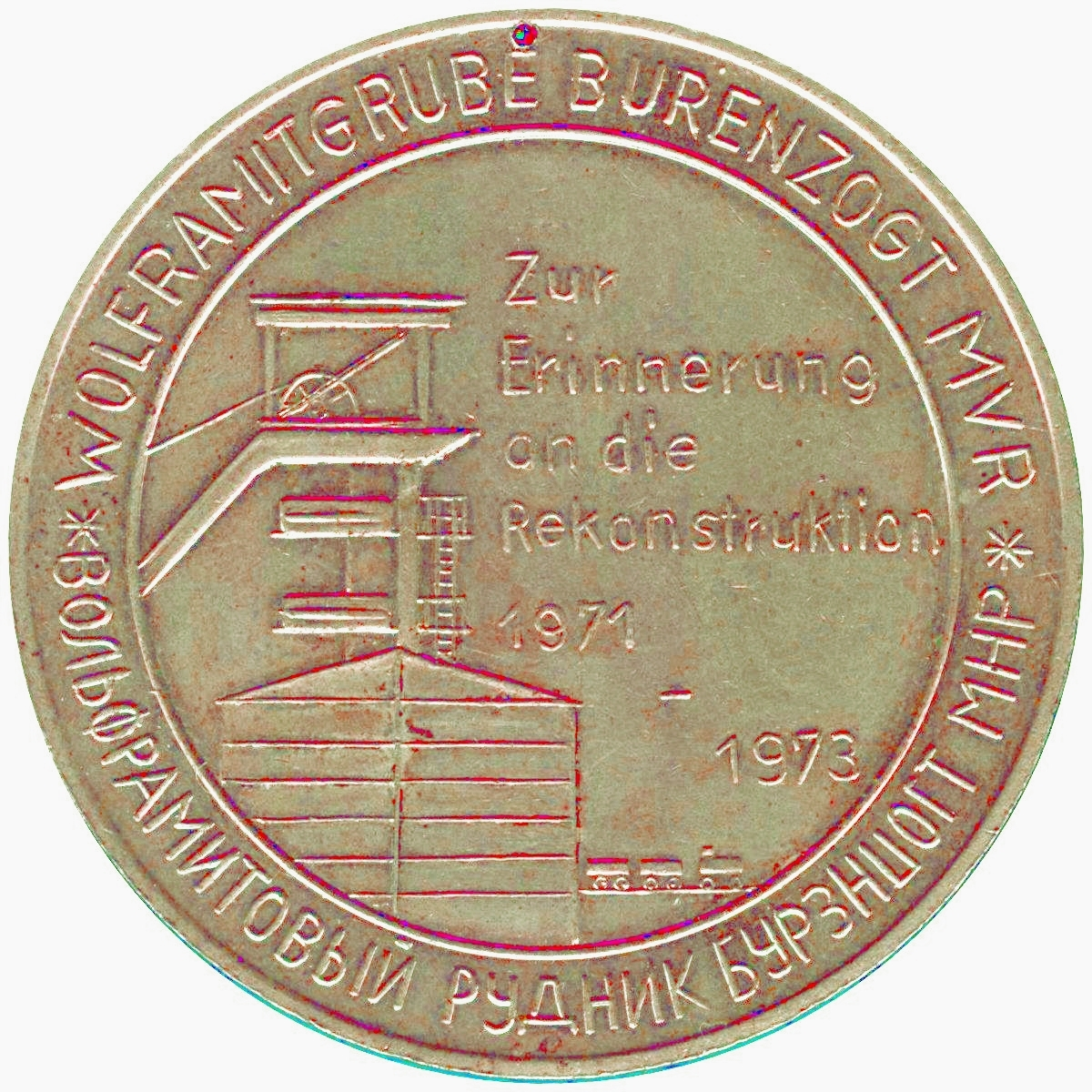
Gedenkmünze des VEB Schachtbau Nordhausen/Mansfeldkombinat „Wilhelm Pieck“ Eisleben

Generallieferant der Rekonstruktion des Bergwerkes in Bürentsogt war der VEB Ingan Berlin, ein Betrieb des VEB Schwermaschinen Kombinates Ernst Thälmann (SKET), der diese Arbeiten zusammen mit verschiedenen Nachauftragnehmerfirmen aus der DDR und Vertragsleistungen der MVR-Seite realisierte (siehe Tabelle der Nachauftragnehmerfirmen). Den größten Leistungsumfang hatte dabei der VEB Schachtbau Nordhausen. Die Bergwerksrekonstruktion wurde plangemäß abgeschlossen. Bürentsogt war der einzige mongolische Produktionsbetrieb, in dem die DDR eine Wirtschaftshilfe für die Montanindustrie der MVR geleistet hat.
Zum geplanten DDR-Engagement in Bürentsogt gehörte laut MVR-DDR-Regierungsabkommen betriebstechnische Hilfe nach Beendigung der eigentlichen Rekonstruktionsmaßnahmen. Im Zeitraum von 1974 bis Januar 1978 erfüllte der VEB Kombinat Kali Sondershausen, ein dem Ministerium für Erzbergbau, Metallurgie und Kali der DDR (MEMK) zugeordneter Bergbaubetrieb, in dem mongolischen Bergwerksunternehmen diese Aufgabe. Die „Produktionshilfe Bürentsogt“ stellte eine Unterstützung des regulären mongolischen Produktionsbetriebes durch DDR-Fachkräfte für Bergbau und Aufbereitung dar. In jährlichem Wechsel kamen Gruppen von Bergleuten und ingenieurtechnischem Personal für unterschiedliche Aufgaben zum Einsatz. Die DDR-Spezialistengruppe in Bürentsogt hatte in den Jahren 1974 bis 1977 eine Sollstärke von etwa 25 bis 30 Personen.
Im Zeitraum 1976/77 wurden im Bergwerk Bürentsogt letztmals geologische Erkundungsarbeiten mittels Untertageschrägbohrungen durch eine gemeinsame Expedition MVR/DDR („Gemeinsame Geologenexpedition Salchit“) durchgeführt, um die für einen Weiterbetrieb der Grube erforderliche, ökonomische gewinnbare Erzvorräte unterhalb der damals tiefsten Sohle, der 360-m-Sohle, nachzuweisen. Ein solcher Vorratsnachweis gelang aber nicht. Daraufhin wurde noch 1977 die DDR-Produktionshilfe eingestellt und das mongolische Bergwerksunternehmen beendete wenig später den Bergbaubetrieb in Bürentsogt nach der Gewinnung der noch zugänglichen Restvorräte oberhalb der 360-m-Sohle, ohne eine weitere Schachtabteufung vorzunehmen. Das genaue Datum der Grubenstilllegung ist nicht bekannt.
Bürentsogt war mit etwa 30 Jahren Betriebszeit zu jener Zeit das langlebigste Erzbergwerk der Mongolei.